# بیارن برنتسن
بیارن برنتسن (انگلیسی: Bjarne Berntsen؛ زادهٔ ۲۱ دسامبر ۱۹۵۶) بازیکن فوتبال اهل نروژ است.
از باشگاه‌هایی که در آن بازی کرده‌است می‌توان به باشگاه فوتبال وایکینگ اشاره کرد.
وی همچنین در تیم‌های ملی فوتبال زیر ۲۱ سال نروژ و نروژ بازی کرده‌است.